# Arène (nouvelle)
Pour les articles homonymes, voir Arène.
Arène (titre original : Arena) est une nouvelle de science-fiction de Fredric Brown. Publiée pour la première fois en juin 1944 dans le numéro 163 de la revue Astounding Science Fiction, c'est l'une des nouvelles les plus connues et les plus publiées de l'auteur. Sa version française, due à Jean Sendy, paraît dans le recueil Lune de miel en enfer en 1964.
La nouvelle évoque le combat singulier entre un humain et un extraterrestre dans une arène aussi étrangère à l'un qu'à l'autre. Seul survivra le peuple du vainqueur.

## Personnages
- Carson : combattant humain ;
- L'Externe : combattant extraterrestre ;
- La Voix : l'intelligence supérieure.

## Résumé
La flotte spatiale terrienne s'apprête à livrer un combat décisif contre l'armada des Externes, des envahisseurs venus d'un autre monde. Nul ne sait à quoi ressemblent ces extraterrestres mais leur puissance militaire semble comparable à celle des humains.
Incorporé à une unité d'éclaireurs, Bob Carson attend l'ordre d'ouvrir le feu sur l'ennemi depuis sa navette spatiale localisée hors de l'orbite de Pluton. Au moment où il va déclencher son tir, le Terrien s'aperçoit soudain qu'il gît, dénudé, dans un lieu inconnu dont le sol est couvert de sable bleu parsemé de pierres. Le « ciel » paraît constitué d'un dôme qui délimite un espace circulaire à la température infernale, où poussent quelques buissons azurés à l'abri desquels vivent des lézards bleus dotés de multiples pattes. Le dôme est invisible mais infranchissable, tout comme la cloison qui sépare en deux cet espace. De l'autre côté s'agite une sphère rouge d'à peine un mètre de diamètre, munie de petits tentacules dont l'extrémité présente des pinces munies de griffes ; l'humain devine qu'il s'agit là d'un Externe.
Carson entend alors une voix résonner dans son esprit. Elle émane d'une intelligence supérieure qui a décidé d'intervenir en interrompant le cours de la gigantesque conflagration entre l'humanité et les Externes. Cette bataille aboutirait inéluctablement à l'anéantissement des deux espèces car le vainqueur en sortirait si affaibli qu'il disparaîtrait à terme. La mystérieuse entité a donc organisé un combat singulier opposant deux champions dans une « arène » qui constitue un milieu aussi inhospitalier à l'un qu'à l'autre. Seul survivra le peuple du vainqueur. La voix énonce également que le temps réel s'arrêtera pendant le combat et que la force physique ne suffira pas pour l'emporter.

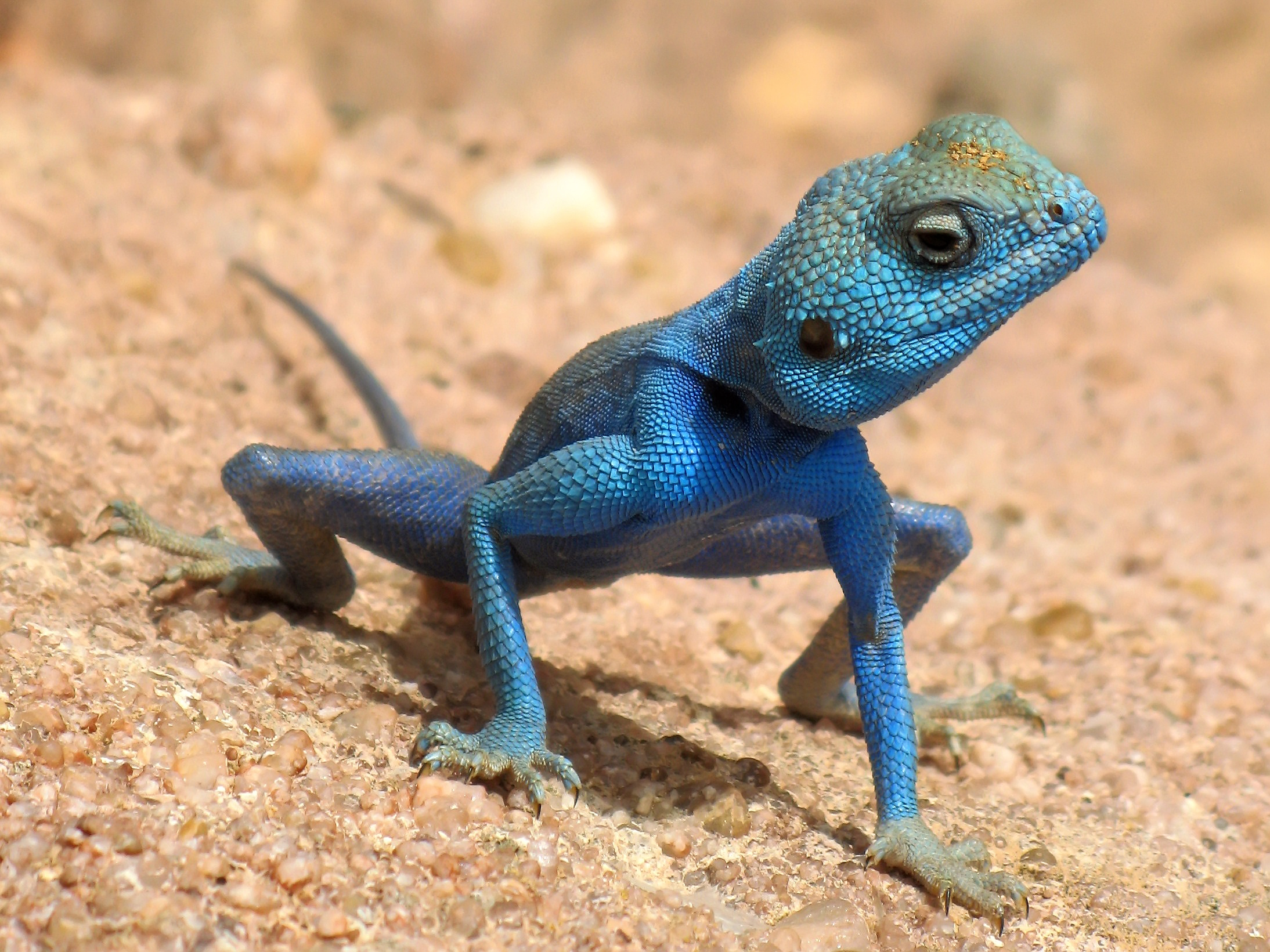
Un petit lézard bleu.

Une fois les combattants livrés à eux-mêmes, l'Externe roule vers Carson pour l'attaquer au corps à corps mais le champ de force l'en empêche. L'humain tente de parlementer pacifiquement avec la sphère rouge mais celle-ci projette des pensées télépathiques d'une telle violence que son adversaire est pris de nausée. Acceptant le combat à mort, Carson songe à s'emparer d'une roche pointue pour l'aiguiser et s'en servir comme couteau. L'Externe, quant à lui, se met à arracher cruellement les pattes d'un petit lézard bleu, puis jette le corps de l'animal sur la barrière. Le reptile traverse inexplicablement l'obstacle pour atterrir, inerte, aux pieds de Carson. Croyant que la cloison a disparu, l'humain s'élance subitement mais il s'assomme à moitié contre le mur invisible toujours dressé. L'extraterrestre sphérique en profite pour lancer des pierres sur Carson, puis se met prudemment hors de portée quand son ennemi, blessé à la jambe par un tir chanceux, riposte de la même façon.
Afin d'examiner ce curieux champ de force inopérant face à des pierres ou un animal mort, Carson attrape un petit lézard vivant et le lance contre l'obstacle, sur lequel le reptile rebondit avant de déguerpir. Le Terrien en conclut que la cloison invisible bloque le passage de toute matière organique vivante. De manière insolite, il en vient à donner le bonjour à un lézard qui lui rend oralement son salut. Cependant, le temps presse car la sphère construit une catapulte de fortune avec des branchages tandis que la blessure de l'humain s'aggrave. Tenaillé par la soif, Carson sent ses forces faiblir. Malgré son épuisement, il réussit à détruire la catapulte ennemie en l'atteignant avec une pierre reliée à des branchages enflammés.
L'un des petits lézards parlants appelle Carson pour le prier d'achever son congénère saurien martyrisé par l'Externe. Le Terrien s'acquitte charitablement de cette tâche en mettant fin aux souffrances de l'animal agonisant. Constatant que le reptile mutilé était sans connaissance mais en vie quand la sphère l'avait jeté contre le mur invisible, Carson déduit que ce champ de force constitue uniquement un obstacle psychique, créé par la pensée d'un être conscient. L'humain tente alors le tout pour le tout : il se juche sur un monticule à proximité de la barrière mentale, puis s'assomme volontairement à l'aide d'une pierre. En tombant évanoui, il parvient à rouler en territoire ennemi et à s'approcher de la sphère rouge. Carson revient à lui juste à temps pour affronter l'Externe lors d'un sanglant corps à corps, son poignard en pierre ripostant aux coups de griffe de la sphère. Au bout de quelques minutes, l'extraterrestre, mortellement blessé, s'immobilise.
Le Terrien se retrouve à ce moment-là aux commandes de sa navette spatiale, où il reçoit une communication du capitaine Brander qui lui enjoint de regagner le Magellan, vaisseau-mère de son groupe d'éclaireurs. Sous le choc, Carson se demande s'il n'a pas rêvé mais il découvre sur son corps les blessures causées par la sphère, entièrement cicatrisées. Une fois à bord du Magellan, il apprend la disparition de la flotte des Externes, désintégrée instantanément dès la première salve tirée par les humains. Conscient qu'il ne pourra jamais évoquer son expérience dans l'arène sous peine de passer pour le pire affabulateur de la galaxie, il ne peut qu'opiner en grimaçant lorsque le capitaine Brander lui fait remarquer qu'il a raté tout le spectacle.

## Commentaires et analyse
Lors de sa parution, Arena reçoit un accueil très favorable de la critique : elle est considérée comme l’œuvre la plus aboutie de Brown, bien qu'il lui soit parfois reprochée une représentation trop simpliste de l'être supérieur. Au fil de son évolution, ce dernier est devenu une représentation mentale sans enveloppe matérielle, mais cette évolution est pacifique, au contraire de celle de l'Externe.
L'Externe, tout à l'opposé, est horrifiant pour Carson car il n'a aucun point commun avec lui, physique ou moral, et son existence même lui paraît inconcevable. Ses pouvoirs télépathiques se traduisent en images dans le cerveau de Carson, artifice qui permet à Brown de contourner la barrière de la langue entre les deux êtres.
L'histoire d'Arena a inspiré l'épisode homonyme dans la série Star Trek dans lequel le capitaine Kirk affronte un extraterrestre en combat singulier, même si les deux récits diffèrent profondément. Rires et jeux, dans la série Au-delà du réel, s'inspire de la même source.

## Éditions en français
- Fredric Brown (trad. de l'anglais par Jean Sendy), Lune de miel en enfer, Denoël, coll. « Présence du futur » (no 75), 1964, 248 p. (plusieurs rééditions).
- « Arène », dans Les Chefs-d'œuvre de la science-fiction  (trad. Jean Sendy), Planète, coll. « Les Chefs-d'œuvre », 1970, 482 p. : recueil de 38 nouvelles.
- « Arène », dans Histoires galactiques  (trad. Jean Sendy), Hachette Livres, coll. « Le Livre de poche », 1975, 441 p. (ISBN 978-2-253-00881-1) : recueil de 12 nouvelles (plusieurs rééditions).